# خدمات هواشناسی ملی ایالات متحده آمریکا
خدمات هواشناسی ملی(به انگلیسی: National Weather Service) (نام پیچ: ادارهٔ هواشناسی(به انگلیسی: Weather Bureau)) بخشی از اداره ملی اقیانوسی و جوی دولت ایالات متحدهٔ آمریکا است. مرکز این نهاد در سیلور اسپرینگ مریلند است.
وظیفهٔ خدمات هواشناسی ملی ارایهٔ پیش‌بینی آب و هوا، هشدار به عموم و ارایهٔ دیگر خدمات به سازمان‌ها و عموم برای حفاظت و امنیت مردم و همچنین ارائهٔ اطلاعات کلی است. این وظایف به وسیلهٔ مجموعه‌ای از مراکز ملی و منطقه‌ای و ۱۲۲ دفتر محلی پیش‌بینی آب و هوا انجام می‌شود. از آن جایی که خدمات آب و هوایی ملی نهادی دولتی است، بیشتر اموال آن عمومی و بیشتر خدمات آن رایگان در دسترس عموم قرار دارد.

## تاریخچه
در سال ۱۸۷۰ ادارهٔ هواشناسی ایالات متحده به وسیلهٔ تصویب مصوبهٔ مشترکی از سوی کنگره همراه با امضای رئیس‌جمهور وقت یولیسیز گرنت بر پا گردید. هدف این اداره در آغاز انجام مشاهدات هواشناختی در ایستگاه‌های نظامی در داخل قاره و در دیگر نقاط ایالت‌ها و همچنین در قلمروها بود. این نهاد زیرمجموعهٔ دبیرخانهٔ جنگ قرار گرفت زیرا کنگره احساس می‌کرد که دیسیپلین نظامی احتمالاً ضامن سرعت، نظم و دقت آن در مشاهدات مورد نیاز خواهد بود. این نهاد در وزارت جنگ زیر نظر رستهٔ مخابرات نیروی زمینی ایالات متحده و زیر فرماندهی سرتیپ آلبرت مایر قرار گرفت. ژنرال مایر نخستین نامگذاری را برای این نهاد انجام داد: "لشکر تلگرام و گزارش برای اهداف بازرگانی"

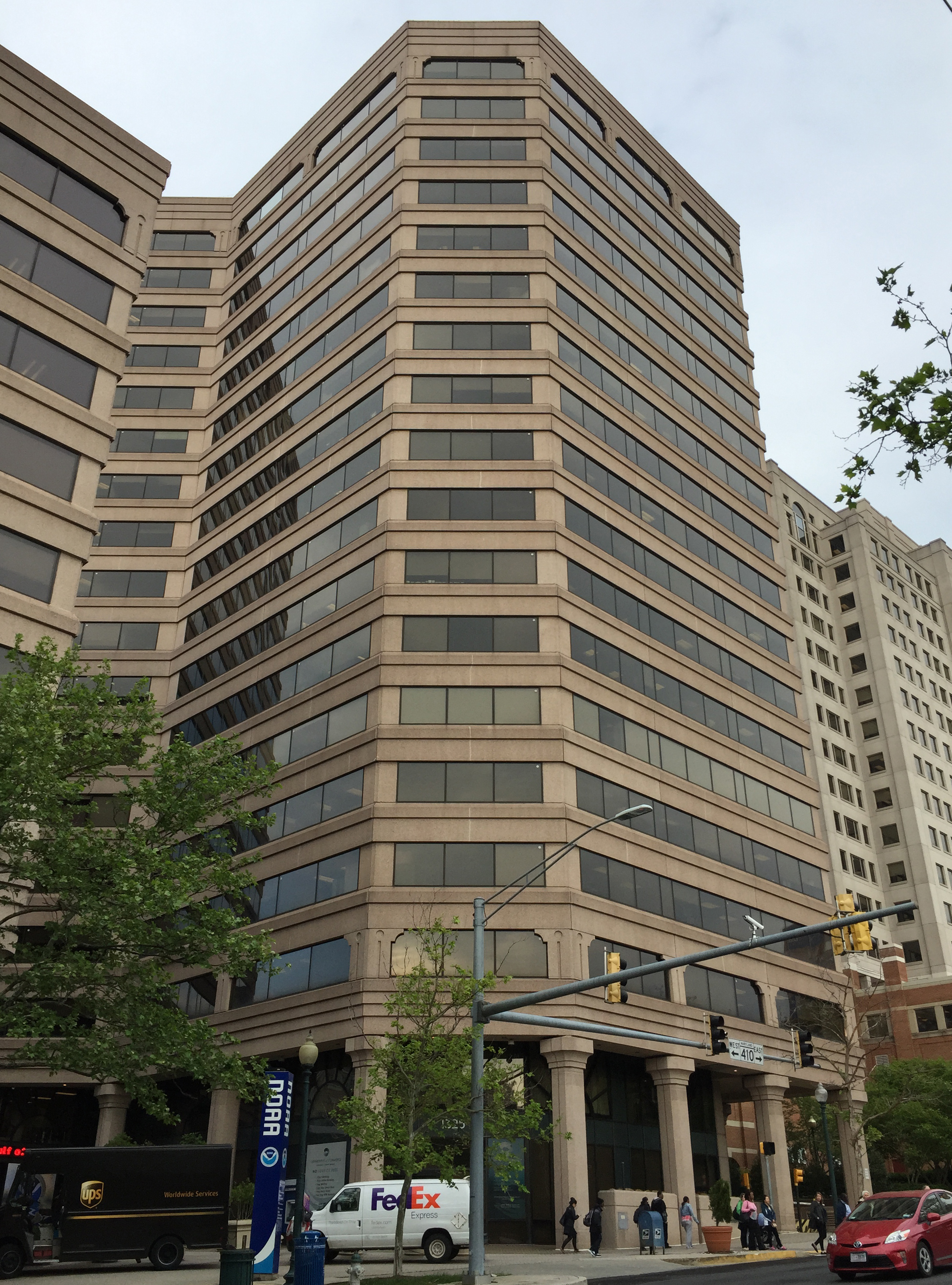
دفتر مرکزی این سازمان در مریلند

این نهاد برای نخستین بار در سال ۱۸۹۰ هنگامی که بخشی از وزارت کشاورزی شد تبدیل به یک نهاد غیرنظامی گردید. نخستین رادیوسوند این اداره در سال ۱۹۳۷ در ماساچوست راه اندازی شد. هنگامی که ادارهٔ خدمات علوم محیط زیست در سال ۱۹۶۶ بنیان گذاشته شد ادارهٔ هواشناسی بخشی از آن گردید. ادارهٔ خدمات علوم محیط زیست در تاریخ یکم اکتبر ۱۹۷۰ با تصویب قانون سیاست محیط زیست ملی به ادارهٔ ملی اقیانوسی و جوی تغییر نام پیدا کرد.در این زمان نام ادارهٔ هواشناسی نیز به خدمات هواشناسی ملی تغییر پیدا کرد. باب گلان تاریخ مفصلی از صد سال نخست خدمات هواشناسی ملی نگاشته است.